# Rize
Pour les articles homonymes, voir Rize (homonymie).
Rize (en turc : Rize ; en laze : რიზინი « Rizini » ; en géorgien : რიზე « Rizé ; en grec : « Rizous » ») est une ville de Turquie, préfecture de la province du même nom. Elle est située dans la région du Pont, entre le rivage de la mer Noire et la chaîne pontique. Sa population était estimée à 94 800 habitants en 2007.

## Géographie
La ville de Rize est bâtie sur les rives de la mer Noire et occupe le pourtour d'une petite baie. La ville s'est développée sur une étroite bande de terre plate comprise entre la mer et la montagne mais en raison du manque de place elle s'étend de plus en plus sur les pentes des collines de l'arrière-pays.
Son climat est pontique, presque subtropical : la ville vit surtout du traitement et de l'exportation par voie maritime du thé qui est la plus importante production agricole de la région. Le thé y fut introduit dans les années 1940-1950, contribuant à la prospérité de la ville qui dispose depuis 1958 d'un institut de recherche sur le thé. Dans les environs de la ville des plants de thé et d'actinidies, des agrumes et d'autres fruits sont cultivés dans les jardins.
La pêche constitue la deuxième activité la plus importante de la ville.
Rize est relié par la route aux villes de Trabzon (66 km à l'ouest) et Hopa (88 km à l'est), sur la frontière géorgienne. La frontière avec la Géorgie a été ouverte au début des années 1990 et la route y menant a été élargie.

## Climat
Rize bénéficie d'un climat pontique comme toute la bande de rivage de la mer Noire s'étendant de Touapsé à Istanbul. Comme c'est le cas sur toute la côte de la mer Noire turque, les amplitudes thermiques sont faibles, les hivers sont frais et les étés sont modérément chauds. Les précipitations sont abondantes toute l'année, le mois le plus arrosé étant octobre avec en moyenne 272 mm de hauteur de pluie. La neige tombe chaque hiver et peut être abondante en raison de la bourrasque de neige. Le cumul annuel s'élève à 2171 mm, ce qui fait de Rize la ville la plus pluvieuse de Turquie. La végétation est de ce fait luxuriante.
| Mois                              | jan.  | fév.  | mars  | avril | mai   | juin  | jui.  | août  | sep.  | oct.  | nov.  | déc.  | année   |
| --------------------------------- | ----- | ----- | ----- | ----- | ----- | ----- | ----- | ----- | ----- | ----- | ----- | ----- | ------- |
| Température minimale moyenne (°C) | 3,4   | 3,6   | 4,8   | 8,4   | 12,4  | 16,2  | 19,1  | 19,2  | 16,3  | 12,4  | 8,6   | 5,4   | 10,7    |
| Température moyenne (°C)          | 6,3   | 6,6   | 7,9   | 11,6  | 15,8  | 19,9  | 22,2  | 22,2  | 19,4  | 15,4  | 11,6  | 8,3   | 14      |
| Température maximale moyenne (°C) | 10,4  | 10,7  | 11,8  | 15,3  | 19    | 23,2  | 25,3  | 25,6  | 23,3  | 19,6  | 16,2  | 12,7  | 18      |
| Précipitations (mm)               | 216,5 | 172,7 | 147,1 | 101,1 | 102,4 | 128,1 | 135,7 | 182,5 | 220,7 | 272,2 | 249,5 | 242,5 | 2 171,2 |

## Histoire
La ville de Rhizon (« racine » en grec) a probablement été fondée vers 500 av. J.-C. par des colons originaires de Trébizonde. La cité n'était alors que l'un des nombreux comptoirs fondés par les Ioniens sur les côtes de la mer Noire, petite enclave hellénique au milieu de populations caucasiennes, ancêtres des Lazes. C'est dans ses environs que Xénophon et ses Dix Mille aperçoivent la mer pour la première fois à la suite de leur retraite de l'Empire perse. La ville passa aux mains du roi du Pont Mithridate VI Eupator (132-63 av. J.-C.) et gagna en importance sous la domination romaine comme centre d'exportation de bois pour la marine au Ier siècle. Au Xe siècle, les auteurs musulmans la citent parmi les villes fréquentées par les marchands arabes, comme l'un des lieux de transbordement de la soie byzantine destinée aux territoires musulmans. À la suite de la défaite de Mantzikert en 1071, Rize fut prise par la dynastie turque des Danichmendides. En 1140, Jean II Comnène (1118-1143) vint en Chaldée à la tête de l'armée byzantine pour mener campagne contre les Danichmendides, replaçant par la même occasion la région sous son autorité.
Après la prise de Constantinople par les Croisés en 1204, Alexis Comnène s'enfuit avec la famille impériale à Trébizonde et y fonde l’empire de Trébizonde qui règne pendant plus de deux siècles sur Rize. En 1461, David II Comnène, dernier empereur de Trébizonde, livra son pays, avec Rize, au sultan ottoman Mehmet II. La ville resta majoritairement habitée par des Lazes, des Pontiques et des Arméniens jusqu'à la fin du XIXe siècle lorsqu'entre 1894 et 1896, une partie des habitants chrétiens de Rize fut chassée ou décimée durant les massacres hamidiens. Pendant la Première Guerre mondiale, entre 1916 et 1918, les derniers Pontiques et Arméniens, partisans de la Russie impériale ou accusés de l'être, sont expulsés vers la Grèce ou la Transcaucasie dès avant la signature du traité de Lausanne en 1923, de sorte que depuis, la ville est entièrement musulmane, que ses habitants soient d'origine turque, laze ou issus de Pontiques et d'Arméniens convertis (les ma'mīnīm).

## Personnalités
- Kâzım Ayvaz (1938-2020), champion olympique de lutte gréco-romaine en 1964.
- Bilal Ekşi (1968-), homme d'affaires, directeur général de Turkish Airlines, est né à Rize.
- Mehmet Âkif Pirim (1968-), champion olympique de lutte gréco-romaine en 1992.